# Johnny Roosval

Johnny Roosval

Johnny Roosval (mit vollständigem Namen John August Emanuel Roosval) (* 29. August 1879 in Kalmar; † 18. Oktober 1965 in Stockholm) war ein schwedischer Kunsthistoriker.
Nach dem Schulabschluss 1897 studierte Roosval bis 1899 an der Universität Uppsala und schloss dort mit dem Bachelor of Arts ab. Im Anschluss studierte er Kunstgeschichte an der Universität Berlin bei Adolph Goldschmidt und Heinrich Wölfflin, wo er 1903 auch über Altäre in schwedischen Kirchen aus der Werkstatt des Meisters Jan Borman in Brüssel promovierte. Im gleichen Jahr bekam er im Nordiska Museet seine erste Anstellung und wurde dann 1905 Dozent für Kunstgeschichte in Uppsala, ab 1920 Professor an der heutigen Universität Stockholm und gab 1936/37 die Charles Eliot Norton Lectures an der Harvard University. 1942 trat er in den Ruhestand.
Roosval war als Kunstgeschichtler ein Spezialist für die Architektur und Kunst des Mittelalters, insbesondere die Kirchen der Insel Gotland. Gemeinsam mit Sigurd Curman (1879–1966) gab er den Anstoß zur Herausgabe des großen Inventars Sveriges Kyrkor. (dt.: Kirchen in Schweden). Nach einem ersten Testband aus dem Jahr 1912 erschien das Werk in etwa 225 Bänden.
Roosvall war Mitglied mehrerer Akademien, u. a. der Kungliga Vitterhets Historie och Antikvitets Akademien (seit 1926). 1952 zeichnete die Universität Uppsala ihn mit der theologischen Ehrendoktorwürde aus.

## Veröffentlichungen
Maja Lundqvist: Bibliographia Roosvaliana: fullständig förteckning över Prof. Johnny Roosvals tryckta skrifter 1897-1954 (a complete bibliography of the printed works of Prof. Roosval A.D. 1897-1954), Stockholm 1954
- Schnitzaltäre in schwedischen Kirchen und Museen aus der Werkstatt des Brüssler Bildschnitzers Jan Borman. Straßburg 1903.
- Die Kirchen Gotlands. 1911.
- Die Steinmeister Gotlands. 1918.
- Romansk konst. (Kunst der Romanik.) 1930.
- Gotländsk Vitiarius. 1950.